# Umm al-Hiran

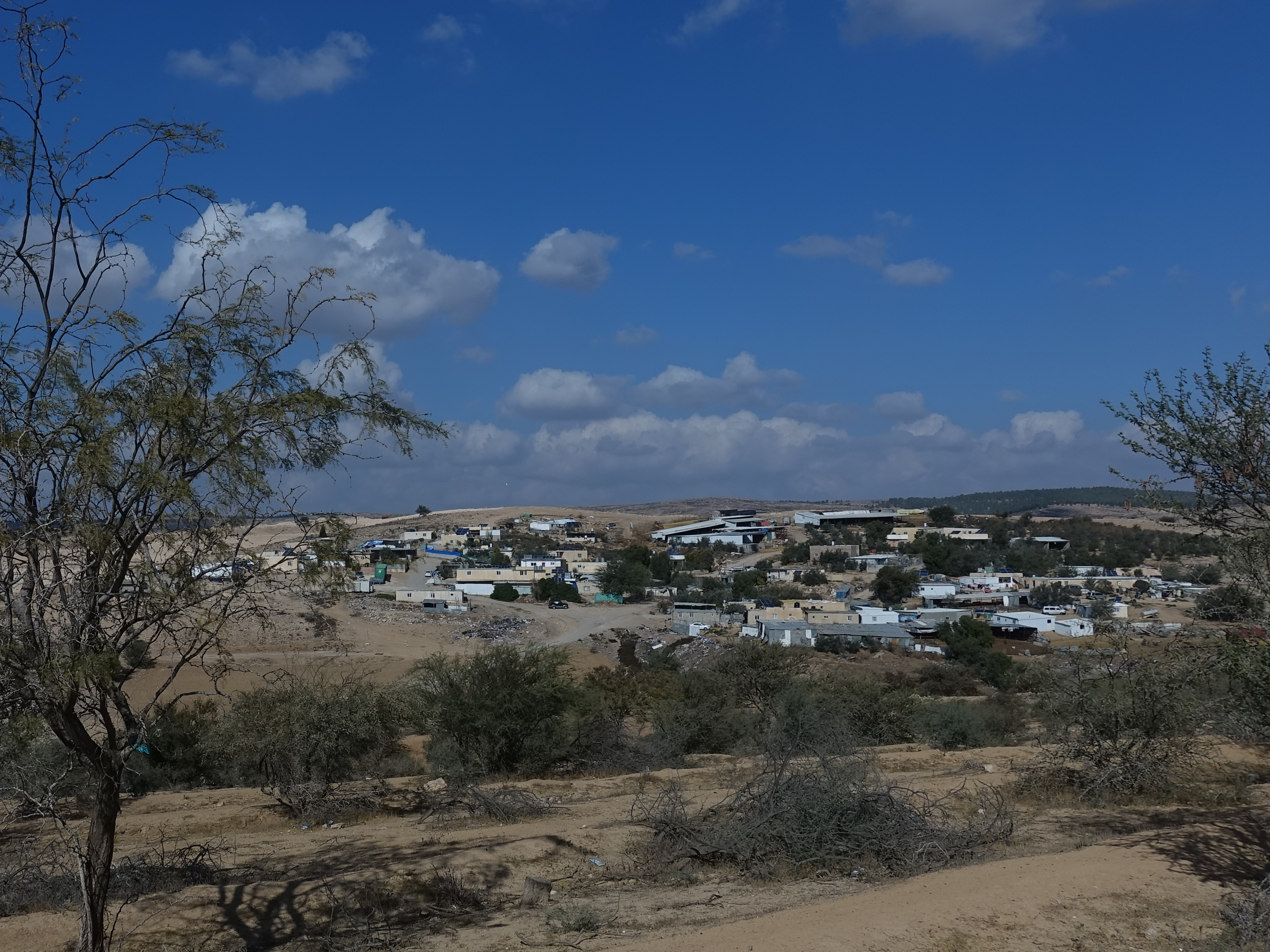
Umm al-Hiran (2017)

Umm al-Hiran (arabisch أم الحيران, DMG Umm al-Ḥīrān, hebräisch אום אל-ח'יראן) war ein Beduinen-Dorf in der Wüste Negev im Süden Israels. Das 1956 gegründete Dorf befand sich östlich des Dorfes Hura an der Landstraße  und zählte zu den im Jahr 2017 etwa 35 von Israel nicht anerkannten Beduinen-Dörfern.

## Geschichte
Umm al-Hiran war eines von zwei staatlich nicht anerkannten Dörfern, in denen der Stamm Abū l-Qīʿān beheimatet war. Der Unterstamm des Stammes Hkuk (Stammeskonföderation Tijaha) hielt sich nachweislich seit Mitte der 1950er Jahre im Reservat Nordnegev auf. Vor 1948 lebte der Stamm auf dem Gebiet des heutigen Kibbuz Schoval. Das Gebiet bei Hura wurde dem Stamm 1956 von der damaligen israelischen Militäradministration zugewiesen, wurde jedoch nie offiziell als Ortschaft anerkannt.
Ende 2010 erfolgte aus dem Büro des Premierministers eine unmittelbare Blockade auf die Entscheidung des National Planning and Building Councils, die Ortschaft Atir-Umm al-Hiran offiziell anzuerkennen.

## Abrisspläne
Seit den frühen 2000ern gab es verschiedene Pläne, das Dorf zu räumen, um es staatlich neu zu bebauen sowie Versuche von Bewohnern und Organisationen, dies zu verhindern.
2012 stimmte der Nationale Planungs- und Baurat Plänen für die Siedlung Hiran zu, in der laut staatlichen Vertretern auch die Beduinen siedeln könnten. Im November 2013 genehmigte die israelische Regierung den Bebauungsplan, worauf mehrere Familien des Dorfes mithilfe der Organisation Adalah eine Petition gegen die Abriss- und Evakuierungspläne für das Dorf verfassten. Der Hauptstreitpunkt zwischen den Dorfbewohnern und dem Staat bestand darin, ob die Zuweisung des Landes auf Dauer angelegt oder temporär war. Die Petition wurde vom israelischen Obersten Gericht im Mai 2015 abgelehnt. Aus Sicht des Gerichts ist der Staat Israel Eigentümer des vorübergehend verpachteten Landes und somit berechtigt, über die Bebauung zu bestimmen. Richterin Daphne Barak Erez widersprach in Teilen Richter Eljakim Rubinstein, indem sie sich zumindest für eine großzügigere Entschädigung aussprach.
Im November 2016 wurden nach massiven Protesten erneut Abrisspläne der Israel Land Administration verschoben.

## Vorfälle vom 18. Januar 2017
Am 18. Januar 2017 wurden bei Abrissarbeiten im Dorf ein Bewohner sowie ein israelischer Polizist getötet. Ebenfalls verletzt wurde der Knesset-Abgeordnete Ayman Odeh, einer von mehreren anwesenden Mitgliedern der Gemeinsamen Liste. Sowohl die Polizei als auch der israelische Sicherheitsminister Gilad Erdan sprachen zunächst davon, dass es sich bei dem Dorfbewohner um einen vom sogenannten Islamischen Staat inspirierten Terroristen handeln würde, der die Polizei mit seinem Fahrzeug angegriffen hätte. Der Obduktionsbericht, Augenzeugenberichte sowie Videoaufnahmen stellten diese These in Frage.
Ende Februar wurden im Sicherheitsministerium interne Ermittlungen eingeleitet. Im März 2017 entschuldigte sich der israelische Agrarminister Uri Ariel öffentlich für „schwere Fehler, die gemacht wurden“ im Zusammenhang mit dem Vorfall und räumte ein, dass es keinen Terroranschlag gegeben habe.